# Makaronézia (flóraterület)
Makaronézia az északi flórabirodalom (Holarkisz, ill. Boreálisz) egyik flóraterülete az Atlanti-óceán északi medencéjének szigetein. Három (négy)szigetcsoport tartozik hozzá:
- Azori-szigetek,
- Madeira-szigetek,
- Kanári-szigetek;

amelyek mellett egyes szerzők önálló szigetcsoportként különítik el a Selvagens-szigeteket.
A 20. század vége óta végzett kladisztikus elemzések kimutatták, hogy a természeföldrajzi értelemben Makaronéziához sorolt Zöld-foki-szigetek növényföldrajzilag az óvilági trópusok flórabirodalmához tartoznak.
A Kanári-szigetek növényföldrajzi helyzete több szempontból is az óvilági trópusok és az északi flórabirodalom közötti, átmeneti jellegű.

## Növényzete
A szubtrópusi éghajlatú szigetek zonális növénytársulásai (a tengerszint felett 400–1500 m-ig) a babérlombú erdők – a Kanári-szigeteken ez a kanári babérlombú erdő. Madeirán ezt a társulást a tengerszint fölött mintegy 400 méterrel a madeirai babérlombú erdő váltja föl; a magasabb hegycsúcsokon, fennsíkokon rendszerint fenyér.
Porto Santo eredeti növényzete a sárkányfaerdő volt, ezt azonban a portugálok teljesen kiirtották. A sziget jelenleg sivatag. A mezőgazdasági művelés (szőlő- és gyümölcskultúrák, medvetalp kaktusz, eukaliptusz, cukornád stb.) és egyéb, betelepített, özönnövényként viselkedő fajok hatására a legtöbb sziget eredeti növényzete erősen összeszorult.
A szigetek eredeti növényzete a Mediterráneum kainozoikumi eljegesedés előtti növényzetének afféle maradványa. Jellemző fás szárú növénynemzetségek:
- babérfélék (Lauraceae):
  - Apollonias,
  - Ocotea,
  - avokádó (Persea),
- olajfafélék (Oleaceae)
  - Picconia
- gyöngyvirágfafélék (Clethraceae),
  - Clethra
- csodabogyófélék (Ruscaceae)
  - sárkányfa (Dracaena),

Az Európai Unió közösségi jelentőségű élőhelytípusnak ismerte el:
- a makaronéziai partvidéki sziklák endemikus flóráját (1250 kódszámmal);
- a makaronéziai mezofil gyepeket (6180 kódszámmal);
- a kanári endemikus fenyveseket (9550 kódszámmal).

Kiemelt közösségi jelentőségű élőhelytípusok:
- az endemikus makaronéziai fenyérek (4050 kódszámmal);
- a makaronéziai babérerdők (Laurus, Ocotea) – (9360 kódszámmal).

Amint ez a szigetek élővilágában általános, viszonylag kevés betelepülő faj utódai foglalják el a legkülönfélébb élőhelyeket, amelyekhez alkalmazkodva új fajokká alakulnak. Mivel a szigetek, szigetcsoportok egymástól is többé-kevésbé izoláltak, élővilágukra nemcsak az adaptív radiáció jellemző, de a vikarizmus is. Jellegzetes példái ennek a makaronéziai kígyószisz fajok (a Madeira-szigeteken két, a Zöld-foki-szigeteken három, a Kanári-szigeteken pedig 25 endemikus fajjal és azok alfajaival, változataival.